# 1000 звёзд
«1000 звёзд» — четвёртый студийный альбом группы «Мираж». Записан Наталией Гулькиной и Маргаритой Суханкиной.
На песни «Тысяча звёзд» и «Мерцает ночь» сняты видеоклипы. К CD-изданию альбома прилагается бонус — клип «1000 звёзд» и 5 переизданных старых песен. Диск выпущен компанией «Квадро-Диск».
В отличие от предыдущего альбома продажи альбома «1000 звёзд» оказались низкими, а российские радиостанции и вовсе не заинтересовались ротацией новых композиций с альбома. Эти события вынудили руководство группы отказаться от ротации клипа на песню «Мерцает ночь», к которой группа готовилась с 2008 года[12][13][14].

## Список композиций
| №   | Название                    | Текст песни     | Музыка         | Длительность |
| --- | --------------------------- | --------------- | -------------- | ------------ |
| 1.  | «Тысяча звёзд»              | Андрей Литягин  | Андрей Литягин | 3:54         |
| 2.  | «Мерцает ночь»              | Андрей Литягин  | Андрей Литягин | 4:09         |
| 3.  | «Звёзды молчат»             | Елена Степанова | Андрей Литягин | 3:58         |
| 4.  | «Вернись»                   | Елена Степанова | Андрей Литягин | 5:05         |
| 5.  | «Я выбираю сама»            | Андрей Литягин  | Андрей Литягин | 3:22         |
| 6.  | «Слепой город»              | Елена Степанова | Андрей Литягин | 3:29         |
| 7.  | «Я убегаю»                  | Елена Степанова | Андрей Литягин | 4:24         |
| 8.  | «Время уйдёт»               | Андрей Литягин  | Андрей Литягин | 3:16         |
| 9.  | «Ты снишься мне»            | Елена Степанова | Андрей Литягин | 3:13         |
| 10. | «Сказка»                    | Елена Степанова | Андрей Литягин | 3:35         |
| 11. | «Музыка нас связала (2009)» | Валерий Соколов | Андрей Литягин | 4:29         |
| 12. | «Солнечное лето (2009)»     | Валерий Соколов | Андрей Литягин | 3:58         |
| 13. | «Ты словно тень (2009)»     | Елена Степанова | Андрей Литягин | 4:18         |
| 14. | «Безумный мир (2009)»       | Андрей Литягин  | Андрей Литягин | 3:23         |
| 15. | «Я жду тебя (2009)»         | Елена Степанова | Андрей Литягин | 3:39         |

## Участники записи
- Наталия Гулькина — вокал (дорожки 1, 2, 3, 5, 8, 9, 10, 12 и 14)
- Маргарита Суханкина — вокал (дорожки 1, 2, 4, 6, 7, 8, 10, 11, 13 и 15)
- Андрей Литягин — аранжировки, запись
- Игорь Иншаков — гитара
- Сергей Лавров — продюсер